# كيمب مالون
كيمب مالون (بالإنجليزية: Kemp Malone)‏ هو مؤرخ أمريكي، ولد في 14 مارس 1889، وتوفي في 13 أكتوبر 1971.